# Staffan Thorén
Per Staffan Esaias Thorén, född 16 augusti 1936 i Stockholm, död 9 november 1992 i Åstorp, var en svensk målare och grafiker.
Han var son till Esaias Thorén och Greta Kristina Eriksson och gift 1958–1964 med Birte Brock. Med undantag av viss handledning från sin far är Thorén autodidakt som konstnär och bedrev självstudier under resor till bland annat Frankrike, Italien, Spanien och England. Tillsammans med Madeleine Pyk ställde han ut på Gröna paletten i Stockholm och på Halmstads konstsalong i mitten av 1960-talet. Han ställde därefter ut separat och medverkade i olika samlingsutställningar ett flertal gånger. Hans konst består av abstrakta kompositioner.